# 1999 en els vols espacials
Aquest article és una llista d'esdeveniments de vols espacials relacionats que es van produir el 1999. La taula d'avall mostra 208 llançaments de satèl·lits dels quals 81 (39%) foren satèl·lits de comunicacions.

## Llançaments
| Data i hora (UTC)    | Coet | Coet                                            | Plataforma de llançament                                        | Plataforma de llançament                      | LSP                                                    | LSP                                                    |
| -------------------- | --- | ----------------------------------------------- | --------------------------------------------------------------- | --------------------------------------------- | ------------------------------------------------------ | ------------------------------------------------------ |
| Data i hora (UTC)    | Càrrega útil | Operador                                        | Òrbita                                                          | Funció                                        | Deteriorament (UTC)                                    | Resultat                                               |
| Data i hora (UTC)    | Comentaris |                                                 |                                                                 |                                               |                                                        |                                                        |
| Gener                | |                                                 |                                                                 |                                               |                                                        |                                                        |
| 3 de gener 20:21     | Estats Units - Delta II 7425-9.5 | Estats Units - Delta II 7425-9.5                | Estats Units - Cape Canaveral SLC-17B                           | Estats Units - Cape Canaveral SLC-17B         | Estats Units - Boeing IDS                              | Estats Units - Boeing IDS                              |
| 3 de gener 20:21     | Estats Units - Mars Polar Lander | NASA                                            | Heliocèntrica                                                   | Mòdul de descens sobre Mart                   | 3 de desembre ~20:01                                   | Error del vehicle                                      |
| 3 de gener 20:21     | Estats Units - Scott (Microprobe/Penetrator 1) | NASA                                            | Heliocèntrica                                                   | Mòdul de descens a Mart                       | 3 de desembre ~20:01                                   | Error del vehicle                                      |
| 3 de gener 20:21     | Estats Units - Amundsen (Microprobe/Penetrator 2) | NASA                                            | Heliocèntrica                                                   | Mòdul de descens a Mart                       | 3 de desembre ~20:01                                   | Error del vehicle                                      |
| 3 de gener 20:21     | Contacte perdut a les 19:51 UTC el 3 de desembre de 1999 |                                                 |                                                                 |                                               |                                                        |                                                        |
| 15 de gener          | Pakistan - Shaheen 1 | Pakistan - Shaheen 1                            | Pakistan - Sonmiani                                             | Pakistan - Sonmiani                           | Pakistan - PAF                                         | Pakistan - PAF                                         |
| 15 de gener          | | PAF                                             | Suborbital                                                      | Prova de míssils                              | 15 de gener                                            | Error                                                  |
| 15 de gener          | Vol inaugural del Shaheen 1 |                                                 |                                                                 |                                               |                                                        |                                                        |
| 21 de gener 06:13    | Canadà - Black Brant XII | Canadà - Black Brant XII                        | Noruega - Andøya                                                | Noruega - Andøya                              | Estats Units - NASA                                    | Estats Units - NASA                                    |
| 21 de gener 06:13    | Estats Units - CAPER | NASA                                            | Suborbital                                                      | Investigació ionosfèrica                      | 21 de gener                                            | Reeixit                                                |
| 22 de gener 13:57    | Canadà - Black Brant XII | Canadà - Black Brant XII                        | Estats Units - Poker Flat                                       | Estats Units - Poker Flat                     | Estats Units - NASA                                    | Estats Units - NASA                                    |
| 22 de gener 13:57    | Estats Units - APEX (North Star) | NASA                                            | Suborbital                                                      | Investigació de plasma                        | 22 de gener                                            | Reeixit                                                |
| 22 de gener 15:20    | Canadà - Black Brant VB | Canadà - Black Brant VB                         | Estats Units - Poker Flat                                       | Estats Units - Poker Flat                     | Estats Units - NASA                                    | Estats Units - NASA                                    |
| 22 de gener 15:20    | Estats Units | NASA                                            | Suborbital                                                      | Investigació de la Ionosfera                  | 22 de gener                                            | Reeixit                                                |
| 22 de gener 15:31    | Estats Units - Taurus- Orion | Estats Units - Taurus- Orion                    | Estats Units - Poker Flat                                       | Estats Units - Poker Flat                     | Estats Units - NASA                                    | Estats Units - NASA                                    |
| 22 de gener 15:31    | Estats Units | NASA                                            | Suborbital                                                      | Investigació de la Ionosfera                  | 22 de gener                                            | Reeixit                                                |
| 27 de gener 00:34    | Estats Units - Athena I | Estats Units - Athena I                         | Estats Units - Spaceport Florida LC-46                          | Estats Units - Spaceport Florida LC-46        | Estats Units - Lockheed Martin                         | Estats Units - Lockheed Martin                         |
| 27 de gener 00:34    | República de la Xina - ROCSAT-1 | NSPO                                            | Terrestre Baixa                                                 | Imatgeria/Comunicacions                       | En òrbita                                              | Operacional                                            |
| 27 de gener 00:34    | Primer satèl·lit de Taiwan |                                                 |                                                                 |                                               |                                                        |                                                        |
| Febrer               | |                                                 |                                                                 |                                               |                                                        |                                                        |
| 2 de febrer 01:30    | Japó - S-310 | Japó - S-310                                    | Japó - Uchinoura LC-K                                           | Japó - Uchinoura LC-K                         | Japó - ISAS                                            | Japó - ISAS                                            |
| 2 de febrer 01:30    | |                                                 | Suborbital                                                      | Investigació de la Ionosfera i raigs X        | 2 de febrer                                            | Reeixit                                                |
| 7 de febrer 21:04    | Estats Units - Delta II 7426-9.5 | Estats Units - Delta II 7426-9.5                | Estats Units - Cape Canaveral SLC-17A                           | Estats Units - Cape Canaveral SLC-17A         | Estats Units - Boeing IDS                              | Estats Units - Boeing IDS                              |
| 7 de febrer 21:04    | Estats Units - Stardust | NASA                                            | Heliocèntrica                                                   | Recull de mostres en cometa                   | En òrbita                                              | Reeixit                                                |
| 7 de febrer 21:04    | Estats Units - Càpsula de retorn Stardust | NASA                                            | Heliocèntrica                                                   | Recull de mostres en cometa                   | 16 de gener 2006                                       | Reeixit                                                |
| 7 de febrer 21:04    | Vol inaugural del Delta II 7426 Va recollir mostres del 81P/Wild i va visitar el Tempel 1 |                                                 |                                                                 |                                               |                                                        |                                                        |
| 9 de febrer          | Estats Units - Trident D-5 | Estats Units - Trident D-5                      | Estats Units - Submarí, Eastern Test Range                      | Estats Units - Submarí, Eastern Test Range    | Estats Units - Marina dels Estats Units d'Amèrica      | Estats Units - Marina dels Estats Units d'Amèrica      |
| 9 de febrer          | | Marina dels Estats Units d'Amèrica              | Suborbital                                                      | Prova de míssils                              | 9 de febrer                                            | Reeixit                                                |
| 9 de febrer          | Estats Units - Trident D-5 | Estats Units - Trident D-5                      | Estats Units - Submarí, Eastern Test Range                      | Estats Units - Submarí, Eastern Test Range    | Estats Units - Marina dels Estats Units d'Amèrica      | Estats Units - Marina dels Estats Units d'Amèrica      |
| 9 de febrer          | | Marina dels Estats Units d'Amèrica              | Suborbital                                                      | Prova de míssils                              | 9 de febrer                                            | Reeixit                                                |
| 9 de febrer 03:53    | Rússia - Soiuz-U/Ikar | Rússia - Soiuz-U/Ikar                           | Kazakhstan - Baikonur Site 1/5                                  | Kazakhstan - Baikonur Site 1/5                | Europa Rússia - Starsem                                | Europa Rússia - Starsem                                |
| 9 de febrer 03:53    | Estats Units - Globalstar 23 | Globalstar                                      | Terrestre Baixa                                                 | Comunicacions                                 | En òrbita                                              | Operacional                                            |
| 9 de febrer 03:53    | Estats Units - Globalstar 40 | Globalstar                                      | Terrestre Baixa                                                 | Comunicacions                                 | En òrbita                                              | Operacional                                            |
| 9 de febrer 03:53    | Estats Units - Globalstar 36 | Globalstar                                      | Terrestre Baixa                                                 | Comunicacions                                 | En òrbita                                              | Operacional                                            |
| 9 de febrer 03:53    | Estats Units - Globalstar 38 | Globalstar                                      | Terrestre Baixa                                                 | Comunicacions                                 | En òrbita                                              | Operacional                                            |
| 9 de febrer 03:53    | Primer llançament amb Starsem |                                                 |                                                                 |                                               |                                                        |                                                        |
| 10 de febrer 08:06   | Estats Units - Minuteman III | Estats Units - Minuteman III                    | Estats Units - Vandenberg LF-04                                 | Estats Units - Vandenberg LF-04               | Estats Units - Força Aèria dels Estats Units d'Amèrica | Estats Units - Força Aèria dels Estats Units d'Amèrica |
| 10 de febrer 08:06   | | Força Aèria dels Estats Units d'Amèrica         | Suborbital                                                      | Prova de míssils                              | 10 de febrer                                           | Reeixit                                                |
| 11 de febrer 06:45   | Canadà - Black Brant X | Canadà - Black Brant X                          | Estats Units - Poker Flat                                       | Estats Units - Poker Flat                     | Estats Units - NASA                                    | Estats Units - NASA                                    |
| 11 de febrer 06:45   | Estats Units - ENSTROPHY | NASA                                            | Suborbital                                                      | Investigació de la Ionosfera                  | 11 de febrer                                           | Reeixit                                                |
| 15 de febrer 05:12   | Rússia - Proton-K/DM-2M | Rússia - Proton-K/DM-2M                         | Kazakhstan - Baikonur Site 81/23                                | Kazakhstan - Baikonur Site 81/23              | Rússia Estats Units - International Launch Services    | Rússia Estats Units - International Launch Services    |
| 15 de febrer 05:12   | Estats Units - Telstar 6 | Telstar                                         | Geosíncrona                                                     | Comunicacions                                 | En òrbita                                              | Operacional                                            |
| 16 de febrer 01:45   | Estats Units - Atlas IIAS | Estats Units - Atlas IIAS                       | Estats Units - Cape Canaveral SLC-36A                           | Estats Units - Cape Canaveral SLC-36A         | Rússia Estats Units - International Launch Services    | Rússia Estats Units - International Launch Services    |
| 16 de febrer 01:45   | Japó - JCSAT-6 | JSAT                                            | Geosíncrona                                                     | Comunicacions                                 | En òrbita                                              | Operacional                                            |
| 20 de febrer 04:18   | Rússia - Soiuz-U | Rússia - Soiuz-U                                | Kazakhstan - Baikonur Site 1/5                                  | Kazakhstan - Baikonur Site 1/5                | Rússia - Roskosmos                                     | Rússia - Roskosmos                                     |
| 20 de febrer 04:18   | Rússia - Soiuz TM-29 | Roskosmos                                       | Terrestre Baixa (Mir)                                           | Mir EO-27                                     | 28 d'agost 00:34                                       | Reeixit                                                |
| 20 de febrer 04:18   | Vol orbital tripulat amb tres cosmonautes |                                                 |                                                                 |                                               |                                                        |                                                        |
| 20 de febrer 04:45   | Canadà - Black Brant IX | Canadà - Black Brant IX                         | Estats Units - White Sands                                      | Estats Units - White Sands                    | Estats Units - NASA                                    | Estats Units - NASA                                    |
| 20 de febrer 04:45   | Estats Units - SPINR | NASA                                            | Suborbital                                                      | Astronomia ultraviolada                       | 20 de febrer                                           | Reeixit                                                |
| 23 de febrer 10:29   | Estats Units - Delta II 7920-10 | Estats Units - Delta II 7920-10                 | Estats Units - Vandenberg SLC-2W                                | Estats Units - Vandenberg SLC-2W              | Estats Units - Boeing IDS                              | Estats Units - Boeing IDS                              |
| 23 de febrer 10:29   | Estats Units - ARGOS | Força Aèria dels Estats Units d'Amèrica         | Heliosíncrona                                                   | Desenvolupament de tecnologia                 | En òrbita                                              | Reeixit                                                |
| 23 de febrer 10:29   | Dinamarca - Ørsted | DMI                                             | Heliosíncrona                                                   | Investigació de la magnetosfera               | En òrbita                                              | Operacional                                            |
| 23 de febrer 10:29   | Sud-àfrica - SUNSAT | Stellenbosch                                    | Heliosíncrona                                                   | Demostració tecnològica                       | En òrbita                                              | Reeixit                                                |
| 23 de febrer 10:29   | L'ARGOS va ser retirat el 31 de juliol de 2003 El Ørsted va ser el primer satèl·lit danès i el SUNSAT el primer satèl·lit sud-africà |                                                 |                                                                 |                                               |                                                        |                                                        |
| 26 de febrer 22:44   | Europa - Ariane 4 44L | Europa - Ariane 4 44L                           | França - Kourou ELA-2                                           | França - Kourou ELA-2                         | França - Arianespace                                   | França - Arianespace                                   |
| 26 de febrer 22:44   | Aràbia Saudita - Arabsat 3A | Arabsat                                         | Geosíncrona                                                     | Comunicacions                                 | En òrbita                                              | Operacional                                            |
| 26 de febrer 22:44   | Regne Unit - Skynet 4E | MoD                                             | Geosíncrona                                                     | Comunicacions                                 | En òrbita                                              | Operacional                                            |
| 28 de febrer 04:00   | Rússia - Proton-K/DM-2 | Rússia - Proton-K/DM-2                          | Kazakhstan - Baikonur Site 81/23                                | Kazakhstan - Baikonur Site 81/23              | Rússia                                                 | Rússia                                                 |
| 28 de febrer 04:00   | Rússia - Raduga-1 | MO RF                                           | Geosíncrona                                                     | Comunicacions                                 | En òrbita                                              | Operacional                                            |
| Març                 | |                                                 |                                                                 |                                               |                                                        |                                                        |
| 5 de març 02:56      | Estats Units - Pegasus-XL | Estats Units - Pegasus-XL                       | Estats Units - Stargazer, Vandenberg                            | Estats Units - Stargazer, Vandenberg          | Estats Units - Orbital Sciences                        | Estats Units - Orbital Sciences                        |
| 5 de març 02:56      | Estats Units - WIRE | NASA                                            | Terrestre Baixa                                                 | Astronomia d'infraroigs                       | 10 de maig 2011                                        | Error del vehicle                                      |
| 5 de març 02:56      | Fuga de refrigerant com a resultat de la pèrdua de control en l'òrbita |                                                 |                                                                 |                                               |                                                        |                                                        |
| 10 de març 08:01     | Estats Units - Peacekeeper | Estats Units - Peacekeeper                      | Estats Units - Vandenberg LF-02                                 | Estats Units - Vandenberg LF-02               | Estats Units - Força Aèria dels Estats Units d'Amèrica | Estats Units - Força Aèria dels Estats Units d'Amèrica |
| 10 de març 08:01     | | Força Aèria dels Estats Units d'Amèrica         | Suborbital                                                      | Prova de míssils                              | 10 de març                                             | Reeixit                                                |
| 15 de març 03:06     | Rússia - Soiuz-U/Ikar | Rússia - Soiuz-U/Ikar                           | Kazakhstan - Baikonur Site 1/5                                  | Kazakhstan - Baikonur Site 1/5                | Europa Rússia - Starsem                                | Europa Rússia - Starsem                                |
| 15 de març 03:06     | Estats Units - Globalstar 22 | Globalstar                                      | Terrestre Baixa                                                 | Comunicacions                                 | En òrbita                                              | Operacional                                            |
| 15 de març 03:06     | Estats Units - Globalstar 41 | Globalstar                                      | Terrestre Baixa                                                 | Comunicacions                                 | En òrbita                                              | Operacional                                            |
| 15 de març 03:06     | Estats Units - Globalstar 46 | Globalstar                                      | Terrestre Baixa                                                 | Comunicacions                                 | En òrbita                                              | Operacional                                            |
| 15 de març 03:06     | Estats Units - Globalstar 37 | Globalstar                                      | Terrestre Baixa                                                 | Comunicacions                                 | En òrbita                                              | Operacional                                            |
| 15 de març 09:52     | Brasil - VS-30 | Brasil - VS-30                                  | Brasil - Alcântara                                              | Brasil - Alcântara                            | Brasil - AEB                                           | Brasil - AEB                                           |
| 15 de març 09:52     | Brasil - Operacao San Marcos | AEB                                             | Suborbital                                                      | Investigació de microgravetat                 | 15 de març                                             | Reeixit                                                |
| 21 de març 00:09     | Rússia - Proton-K/DM-2M | Rússia - Proton-K/DM-2M                         | Kazakhstan - Baikonur Site 81/23                                | Kazakhstan - Baikonur Site 81/23              | Rússia Estats Units - International Launch Services    | Rússia Estats Units - International Launch Services    |
| 21 de març 00:09     | Xina - AsiaSat 3S | AsiaSat                                         | Geosíncrona                                                     | Comunicacions                                 | En òrbita                                              | Operacional                                            |
| 23 de març           | Estats Units - Trident C-4 | Estats Units - Trident C-4                      | Estats Units - Submarí, Eastern Test Range                      | Estats Units - Submarí, Eastern Test Range    | Estats Units - Marina dels Estats Units d'Amèrica      | Estats Units - Marina dels Estats Units d'Amèrica      |
| 23 de març           | | Marina dels Estats Units d'Amèrica              | Suborbital                                                      | Prova de míssils                              | 23 de març                                             | Reeixit                                                |
| 23 de març           | Estats Units - Trident C-4 | Estats Units - Trident C-4                      | Estats Units - Submarí, Eastern Test Range                      | Estats Units - Submarí, Eastern Test Range    | Estats Units - Marina dels Estats Units d'Amèrica      | Estats Units - Marina dels Estats Units d'Amèrica      |
| 23 de març           | | Marina dels Estats Units d'Amèrica              | Suborbital                                                      | Prova de míssils                              | 23 de març                                             | Reeixit                                                |
| 25 de març           | Estats Units - Trident C-4 | Estats Units - Trident C-4                      | Estats Units - Submarí, Eastern Test Range                      | Estats Units - Submarí, Eastern Test Range    | Estats Units - Marina dels Estats Units d'Amèrica      | Estats Units - Marina dels Estats Units d'Amèrica      |
| 25 de març           | | Marina dels Estats Units d'Amèrica              | Suborbital                                                      | Prova de míssils                              | 25 de març                                             | Reeixit                                                |
| 25 de març           | Estats Units - Trident C-4 | Estats Units - Trident C-4                      | Estats Units - Submarí, Eastern Test Range                      | Estats Units - Submarí, Eastern Test Range    | Estats Units - Marina dels Estats Units d'Amèrica      | Estats Units - Marina dels Estats Units d'Amèrica      |
| 25 de març           | | Marina dels Estats Units d'Amèrica              | Suborbital                                                      | Prova de míssils                              | 25 de març                                             | Reeixit                                                |
| 28 de març 01:29     | Ucraïna - Zenit-3SL | Ucraïna - Zenit-3SL                             | Noruega - Ocean Odyssey                                         | Noruega - Ocean Odyssey                       | Nacions Unides - Sea Launch                            | Nacions Unides - Sea Launch                            |
| 28 de març 01:29     | Nacions Unides - DemoSat | Sea Launch                                      | Transferència geoestacionària                                   | Prova de vehicle de llançament                | En òrbita                                              | Reeixit                                                |
| 28 de març 01:29     | Vol inaugural del Zenit-3SL |                                                 |                                                                 |                                               |                                                        |                                                        |
| 28 de març 09:00     | Canadà - Black Brant VIIIC | Canadà - Black Brant VIIIC                      | Estats Units - White Sands                                      | Estats Units - White Sands                    | Estats Units - NASA                                    | Estats Units - NASA                                    |
| 28 de març 09:00     | Estats Units | NASA                                            | Suborbital                                                      | Astronomia de raigs X                         | 28 de març                                             | Reeixit                                                |
| 29 de març 12:06     | Estats Units - Hera | Estats Units - Hera                             | Estats Units - White Sands LC-94                                | Estats Units - White Sands LC-94              | Estats Units - Força Aèria dels Estats Units d'Amèrica | Estats Units - Força Aèria dels Estats Units d'Amèrica |
| 29 de març 12:06     | | Força Aèria dels Estats Units d'Amèrica         | Suborbital                                                      | Objectiu d'ABM                                | 28 de març                                             | Reeixit                                                |
| 29 de març 12:13     | Estats Units - THAAD | Estats Units - THAAD                            | Estats Units - White Sands                                      | Estats Units - White Sands                    | Estats Units - Força Aèria dels Estats Units d'Amèrica | Estats Units - Força Aèria dels Estats Units d'Amèrica |
| 29 de març 12:13     | | Força Aèria dels Estats Units d'Amèrica         | Suborbital                                                      | Interceptador d'ABM                           | 29 de març                                             | Reeixit                                                |
| 31 de març 00:15     | Estats Units - SR19 | Estats Units - SR19                             | Estats Units - C-130, Pacific Missile Range                     | Estats Units - C-130, Pacific Missile Range   | Estats Units - Força Aèria dels Estats Units d'Amèrica | Estats Units - Força Aèria dels Estats Units d'Amèrica |
| 31 de març 00:15     | | Força Aèria dels Estats Units d'Amèrica         | Suborbital                                                      | Prova de SRALT                                | 31 de març                                             | Reeixit                                                |
| Abril                | |                                                 |                                                                 |                                               |                                                        |                                                        |
| 1 d'abril            | Rússia - R-29 | Rússia - R-29                                   | Rússia - Submarí, Barents Sea                                   | Rússia - Submarí, Barents Sea                 | Rússia - Marina russa                                  | Rússia - Marina russa                                  |
| 1 d'abril            | | Marina russa                                    | Suborbital                                                      | Prova de míssils                              | 1 d'abril                                              | Reeixit                                                |
| 2 d'abril 11:28      | Rússia - Soiuz-U | Rússia - Soiuz-U                                | Kazakhstan - Baikonur Site 1/5                                  | Kazakhstan - Baikonur Site 1/5                | Rússia - Roskosmos                                     | Rússia - Roskosmos                                     |
| 2 d'abril 11:28      | Rússia - Progress M-41 | Roskosmos                                       | Terrestre Baixa (Mir)                                           | Logística                                     | 17 de juliol 19:51                                     | Reeixit                                                |
| 2 d'abril 11:28      | Estats Units - Spútnik 99 | AMSAT                                           | Terrestre Baixa                                                 | Comunicacions                                 | 29 de juliol                                           | Reeixit                                                |
| 2 d'abril 11:28      | L'Spútnik 99 va ser desplegat des del Mir durant l'EVA el 16 d'abril |                                                 |                                                                 |                                               |                                                        |                                                        |
| 2 d'abril 22:03      | Europa - Ariane 4 42P | Europa - Ariane 4 42P                           | França - Kourou ELA-2                                           | França - Kourou ELA-2                         | França - Arianespace                                   | França - Arianespace                                   |
| 2 d'abril 22:03      | Índia - INSAT-2E | ISRO                                            | Geosíncrona                                                     | Comunicacions                                 | En òrbita                                              | Operacional                                            |
| 9 d'abril 17:01      | Estats Units - Titan IVB (402)/IUS | Estats Units - Titan IVB (402)/IUS              | Estats Units - Cape Canaveral SLC-41                            | Estats Units - Cape Canaveral SLC-41          | Estats Units - Lockheed Martin                         | Estats Units - Lockheed Martin                         |
| 9 d'abril 17:01      | Estats Units - USA-142 (DSP-19) | Força Aèria dels Estats Units d'Amèrica         | Destinat: Geosíncrona Assolit: Geoestacionària de transferència | Sistema d'alertes                             | En òrbita                                              | Error de llançament                                    |
| 9 d'abril 17:01      | Llançament final del Titan des del SLC-41 Va fallar en separar-se la 2a etapa del IUS |                                                 |                                                                 |                                               |                                                        |                                                        |
| 11 d'abril 04:17     | Índia - Agni-II | Índia - Agni-II                                 | Índia - Balasore IC-4                                           | Índia - Balasore IC-4                         | Índia - IDRDL                                          | Índia - IDRDL                                          |
| 11 d'abril 04:17     | | IDRDL                                           | Suborbital                                                      | Prova de míssils                              | 11 d'abril                                             | Reeixit                                                |
| 11 d'abril 04:17     | Vol inaugural de l'Agni-II |                                                 |                                                                 |                                               |                                                        |                                                        |
| 12 d'abril 06:35     | Canadà - Black Brant IX | Canadà - Black Brant IX                         | Estats Units - White Sands                                      | Estats Units - White Sands                    | Estats Units - NASA                                    | Estats Units - NASA                                    |
| 12 d'abril 06:35     | Estats Units | NASA                                            | Suborbital                                                      | Astronomia ultraviolada                       | 12 d'abril                                             | Reeixit                                                |
| 12 d'abril 22:50     | Estats Units - Atlas IIAS | Estats Units - Atlas IIAS                       | Estats Units - Cape Canaveral SLC-36A                           | Estats Units - Cape Canaveral SLC-36A         | Rússia Estats Units - International Launch Services    | Rússia Estats Units - International Launch Services    |
| 12 d'abril 22:50     | França - Eutelsat W3 | Eutelsat                                        | Geosíncrona                                                     | Comunicacions                                 | En òrbita                                              | Operacional                                            |
| 14 d'abril 05:35     | Pakistan - Ghauri-II | Pakistan - Ghauri-II                            | Pakistan - Tilla                                                | Pakistan - Tilla                              | Pakistan - PAF                                         | Pakistan - PAF                                         |
| 14 d'abril 05:35     | | PAF                                             | Suborbital                                                      | Prova de míssils                              | 14 d'abril                                             | Reeixit                                                |
| 14 d'abril 05:35     | Vol inaugural del Ghauri-II |                                                 |                                                                 |                                               |                                                        |                                                        |
| 15 d'abril 00:46     | Rússia - Soiuz-U/Ikar | Rússia - Soiuz-U/Ikar                           | Kazakhstan - Baikonur Site 1/5                                  | Kazakhstan - Baikonur Site 1/5                | Europa Rússia - Starsem                                | Europa Rússia - Starsem                                |
| 15 d'abril 00:46     | Estats Units - Globalstar 45 | Globalstar                                      | Terrestre Baixa                                                 | Comunicacions                                 | En òrbita                                              | Operacional                                            |
| 15 d'abril 00:46     | Estats Units - Globalstar 19 | Globalstar                                      | Terrestre Baixa                                                 | Comunicacions                                 | En òrbita                                              | Operacional                                            |
| 15 d'abril 00:46     | Estats Units - Globalstar 44 | Globalstar                                      | Terrestre Baixa                                                 | Comunicacions                                 | En òrbita                                              | Operacional                                            |
| 15 d'abril 00:46     | Estats Units - Globalstar 42 | Globalstar                                      | Terrestre Baixa                                                 | Comunicacions                                 | En òrbita                                              | Operacional                                            |
| 15 d'abril 04:58     | Pakistan - Shaheen 1 | Pakistan - Shaheen 1                            | Pakistan - Sonmiani                                             | Pakistan - Sonmiani                           | Pakistan - PAF                                         | Pakistan - PAF                                         |
| 15 d'abril 04:58     | | PAF                                             | Suborbital                                                      | Prova de míssils                              | 15 d'abril                                             | Reeixit                                                |
| 15 d'abril 18:32     | Estats Units - Delta II 7920-10 | Estats Units - Delta II 7920-10                 | Estats Units - Vandenberg SLC-2W                                | Estats Units - Vandenberg SLC-2W              | Estats Units - Boeing IDS                              | Estats Units - Boeing IDS                              |
| 15 d'abril 18:32     | Estats Units - Landsat 7 | NASA/USGS                                       | Terrestre Baixa                                                 | Teledetecció                                  | En òrbita                                              | Operacional                                            |
| 21 d'abril 04:59     | Ucraïna - Dnepr | Ucraïna - Dnepr                                 | Kazakhstan - Baikonur Site 109/95                               | Kazakhstan - Baikonur Site 109/95             | Rússia - ISC Kosmotras                                 | Rússia - ISC Kosmotras                                 |
| 21 d'abril 04:59     | Regne Unit - UoSAT-12 | Surrey Satellite Technology                     | Terrestre Baixa                                                 | Desenvolupament de tecnologia                 | En òrbita                                              | Reeixit                                                |
| 21 d'abril 04:59     | Vol inaugural del Dnepr-1 |                                                 |                                                                 |                                               |                                                        |                                                        |
| 26 d'abril           | Estats Units - Trident D-5 | Estats Units - Trident D-5                      | Estats Units - Submarí, Eastern Test Range                      | Estats Units - Submarí, Eastern Test Range    | Estats Units - Marina dels Estats Units d'Amèrica      | Estats Units - Marina dels Estats Units d'Amèrica      |
| 26 d'abril           | | Marina dels Estats Units d'Amèrica              | Suborbital                                                      | Prova de míssils                              | 26 d'abril                                             | Reeixit                                                |
| 26 d'abril           | Estats Units - Trident D-5 | Estats Units - Trident D-5                      | Estats Units - Submarí, Eastern Test Range                      | Estats Units - Submarí, Eastern Test Range    | Estats Units - Marina dels Estats Units d'Amèrica      | Estats Units - Marina dels Estats Units d'Amèrica      |
| 26 d'abril           | | Marina dels Estats Units d'Amèrica              | Suborbital                                                      | Prova de míssils                              | 26 d'abril                                             | Reeixit                                                |
| 27 d'abril 18:22     | Estats Units - Athena II | Estats Units - Athena II                        | Estats Units - Vandenberg SLC-6                                 | Estats Units - Vandenberg SLC-6               | Estats Units - Lockheed Martin                         | Estats Units - Lockheed Martin                         |
| 27 d'abril 18:22     | Estats Units - IKONOS 1 | Space Imaging                                   | Destinat: Heliosíncrona                                         | Imatgeria de la Terra                         | 27 d'abril                                             | Error de llançament                                    |
| 27 d'abril 18:22     | Va fallar la separació de la càrrega; Va fallar en orbitar a causa d'un problema de pes addicional |                                                 |                                                                 |                                               |                                                        |                                                        |
| 28 d'abril 20:30     | Rússia - Kosmos-3M | Rússia - Kosmos-3M                              | Rússia - Kapustin Iar Area 107                                  | Rússia - Kapustin Iar Area 107                | Rússia                                                 | Rússia                                                 |
| 28 d'abril 20:30     | Alemanya - ABRIXAS | DLR                                             | Terrestre Baixa                                                 | Astronomia de raigs X                         | En òrbita                                              | Error del vehicle                                      |
| 28 d'abril 20:30     | Megsat-0 | MegSat                                          | Terrestre Baixa                                                 | Comunicacions                                 | 4 d'octubre 2003                                       | Reeixit                                                |
| 28 d'abril 20:30     | Va fallar el sistema d'alimentació de l'ABRIXAS tres dies després del llançament |                                                 |                                                                 |                                               |                                                        |                                                        |
| 30 d'abril 16:30     | Estats Units - Titan IVB (401)/Centaur | Estats Units - Titan IVB (401)/Centaur          | Estats Units - Cape Canaveral SLC-40                            | Estats Units - Cape Canaveral SLC-40          | Estats Units - Lockheed Martin                         | Estats Units - Lockheed Martin                         |
| 30 d'abril 16:30     | Estats Units - USA-143 (Milstar-3) | Força Aèria dels Estats Units d'Amèrica         | Destinat: Geosíncrona Assolit: Terrestre Mitjana                | Comunicacions                                 | En òrbita                                              | Error de llançament                                    |
| 30 d'abril 16:30     | Un error de programació en el Centaur va permetre tres ignicions en un període de 90 minuts quan estava destinat en sis hores. La càrrega es va encallar en una òrbita inútil. |                                                 |                                                                 |                                               |                                                        |                                                        |
| Maig                 | |                                                 |                                                                 |                                               |                                                        |                                                        |
| 4 de maig            | França - M4 | França - M4                                     | França - Submarí, Bay of Biscay                                 | França - Submarí, Bay of Biscay               | França - Marina francesa                               | França - Marina francesa                               |
| 4 de maig            | | Marina francesa                                 | Suborbital                                                      | Prova de míssils                              | 4 de maig                                              | Reeixit                                                |
| 4 de maig            | França - M4 | França - M4                                     | França - Submarí, Bay of Biscay                                 | França - Submarí, Bay of Biscay               | França - Marina francesa                               | França - Marina francesa                               |
| 4 de maig            | | Marina francesa                                 | Suborbital                                                      | Prova de míssils                              | 4 de maig                                              | Reeixit                                                |
| 5 de maig 01:00      | Estats Units - Delta III 8930 | Estats Units - Delta III 8930                   | Estats Units - Cape Canaveral SLC-17B                           | Estats Units - Cape Canaveral SLC-17B         | Estats Units - Boeing IDS                              | Estats Units - Boeing IDS                              |
| 5 de maig 01:00      | Orion 3 | Loral Orion                                     | Destinat: Geosíncrona Assolit: Terrestre Mitjana                | Comunicacions                                 | En òrbita                                              | Error de llançament                                    |
| 5 de maig 01:00      | Un error en el motor del tram superior va resultar en la situació de la càrrega en una òrbita imútil |                                                 |                                                                 |                                               |                                                        |                                                        |
| 7 de maig 20:00      | Canadà - Black Brant IX | Canadà - Black Brant IX                         | Estats Units - White Sands                                      | Estats Units - White Sands                    | Estats Units - NASA                                    | Estats Units - NASA                                    |
| 7 de maig 20:00      | Estats Units - VAULT | NASA                                            | Suborbital                                                      | Astronomia ultraviolada                       | 7 de maig                                              | Reeixit                                                |
| 10 de maig 01:22     | Xina - Llarga Marxa 4B | Xina - Llarga Marxa 4B                          | Xina - Taiyuan LC-1                                             | Xina - Taiyuan LC-1                           | Xina - CASC                                            | Xina - CASC                                            |
| 10 de maig 01:22     | Xina - Feng Yun 1C | CASC                                            | Heliosíncrona                                                   | Satèl·lit meteorològic                        | 12 de gener 2007                                       | Reeixit                                                |
| 10 de maig 01:22     | Xina - Shi Jian 5 | CASC                                            | Heliosíncrona                                                   | Investigació de la magnetosfera               | En òrbita                                              | Operacional                                            |
| 10 de maig 01:22     | Vol inaugural del Llarga Marxa 4B El FY-1C va ser destruït per un ASAT després de la jubilació |                                                 |                                                                 |                                               |                                                        |                                                        |
| 14 de maig 11:33     | Regne Unit - Skylark VII | Regne Unit - Skylark VII                        | Suècia - Esrange LC-S                                           | Suècia - Esrange LC-S                         | Suècia - SSC                                           | Suècia - SSC                                           |
| 14 de maig 11:33     | Suècia - MASER 8 | SSC                                             | Suborbital                                                      | Investigació de microgravetat                 | 14 de maig                                             | Reeixit                                                |
| 18 de maig 05:09     | Estats Units - Pegasus-XL/HAPS | Estats Units - Pegasus-XL/HAPS                  | Estats UnitsStargazer, Vandenberg                               | Estats UnitsStargazer, Vandenberg             | Estats Units - Orbital Sciences                        | Estats Units - Orbital Sciences                        |
| 18 de maig 05:09     | Estats Units - TERRIERS | NASA/Boston                                     | Terrestre Baixa                                                 | Investigació de la Ionosfera                  | En òrbita                                              | Error del vehicle                                      |
| 18 de maig 05:09     | Estats Units - MUBLCOM | DARPA/Exèrcit dels Estats Units d'Amèrica       | Terrestre Baixa                                                 | Comunicacions                                 | En òrbita                                              | Operacional                                            |
| 18 de maig 05:09     | El panell solar del TERRIERS va fallar en controlar el sol i les bateries del satèl·lit es van esgotar el 20 de maig El MUBLCOM va col·lisionar amb el DART però encara és operacional. |                                                 |                                                                 |                                               |                                                        |                                                        |
| 20 de maig 22:30     | Rússia - Proton-K/DM-2M | Rússia - Proton-K/DM-2M                         | Kazakhstan - Baikonur Site 81/23                                | Kazakhstan - Baikonur Site 81/23              | Rússia Estats Units - International Launch Services    | Rússia Estats Units - International Launch Services    |
| 20 de maig 22:30     | Canadà - Nimiq 1 | Telesat                                         | Geosíncrona                                                     | Comunicacions                                 | En òrbita                                              | Operacional                                            |
| 22 de maig 09:36     | Estats Units - Titan IVB (404) | Estats Units - Titan IVB (404)                  | Estats Units - Vandenberg SLC-4E                                | Estats Units - Vandenberg SLC-4E              | Estats Units - Lockheed Martin                         | Estats Units - Lockheed Martin                         |
| 22 de maig 09:36     | Estats Units - USA-144 (Misty-2) | NRO                                             | Terrestre Mitjana                                               | Reconeixement                                 | En òrbita                                              | Operacional                                            |
| 26 de maig 06:22     | Índia - PSLV | Índia - PSLV                                    | Índia - Sriharikota FLP                                         | Índia - Sriharikota FLP                       | Índia - ISRO                                           | Índia - ISRO                                           |
| 26 de maig 06:22     | Índia - OceanSat 1 | ISRO                                            | Heliosíncrona                                                   | Oceanografia                                  | En òrbita                                              | Operacional                                            |
| 26 de maig 06:22     | Corea del Sud - Kitsat-3 | KAIST                                           | Sun-synhcronous                                                 |                                               | En òrbita                                              | Operacional                                            |
| 26 de maig 06:22     | Alemanya - DLR-Tubsat | DLR                                             | Heliosíncrona                                                   | Desenvolupament de tecnologia                 | En òrbita                                              | Operacional                                            |
| 27 de maig 10:49     | Estats Units - Transbordador espacial Discovery | Estats Units - Transbordador espacial Discovery | Estats Units - Kennedy LC-39B                                   | Estats Units - Kennedy LC-39B                 | Estats Units - United Space Alliance                   | Estats Units - United Space Alliance                   |
| 27 de maig 10:49     | Estats Units - STS-96 | NASA                                            | Terrestre Baixa (ISS)                                           | Construcció de la ISS                         | 6 de juny 06:02                                        | Reeixit                                                |
| 27 de maig 10:49     | Estats Units - SpaceHab Double Module | NASA/SpaceHab                                   | Terrestre Baixa (Discovery)                                     | Logística                                     | 6 de juny 06:02                                        | Reeixit                                                |
| 27 de maig 10:49     | Estats Units - STARSHINE | NASA/NRL                                        | Terrestre Baixa                                                 | Observació d'objectiu                         | 18 de febrer 2000                                      | Reeixit                                                |
| 27 de maig 10:49     | Vol orbital tripulat amb set astronautes El Starshine va ser desplegat des del Discovery a les 07:21 UTC el 5 de juny |                                                 |                                                                 |                                               |                                                        |                                                        |
| Juny                 | |                                                 |                                                                 |                                               |                                                        |                                                        |
| 3 de juny 14:20      | Rússia - Topol M | Rússia - Topol M                                | Rússia - Plesetsk Site 158                                      | Rússia - Plesetsk Site 158                    | Rússia - RVSN                                          | Rússia - RVSN                                          |
| 3 de juny 14:20      | | RVSN                                            | Suborbital                                                      | Prova de míssils                              | 3 de juny                                              | Reeixit                                                |
| 10 de juny 11:07     | Estats Units - Hera | Estats Units - Hera                             | Estats Units - White Sands LC-94                                | Estats Units - White Sands LC-94              | Estats Units - Força Aèria dels Estats Units d'Amèrica | Estats Units - Força Aèria dels Estats Units d'Amèrica |
| 10 de juny 11:07     | | Força Aèria dels Estats Units d'Amèrica         | Suborbital                                                      | Objectiu ABM                                  | 10 de juny                                             | Reeixit                                                |
| 10 de juny 11:14     | Estats Units - THAAD | Estats Units - THAAD                            | Estats Units - White Sands                                      | Estats Units - White Sands                    | Estats Units - Força Aèria dels Estats Units d'Amèrica | Estats Units - Força Aèria dels Estats Units d'Amèrica |
| 10 de juny 11:14     | | Força Aèria dels Estats Units d'Amèrica         | Suborbital                                                      | Interceptador d'ABM                           | 10 de juny                                             | Reeixit                                                |
| 10 de juny 13:48     | Estats Units - Delta II 7420-10C | Estats Units - Delta II 7420-10C                | Estats Units - Cape Canaveral SLC-17B                           | Estats Units - Cape Canaveral SLC-17B         | Estats Units - Boeing IDS                              | Estats Units - Boeing IDS                              |
| 10 de juny 13:48     | Estats Units - Globalstar 25 | Globalstar                                      | Terrestre Baixa                                                 | Comunicacions                                 | En òrbita                                              | Operacional                                            |
| 10 de juny 13:48     | Estats Units - Globalstar 49 | Globalstar                                      | Terrestre Baixa                                                 | Comunicacions                                 | En òrbita                                              | Operacional                                            |
| 10 de juny 13:48     | Estats Units - Globalstar 47 | Globalstar                                      | Terrestre Baixa                                                 | Comunicacions                                 | En òrbita                                              | Operacional                                            |
| 10 de juny 13:48     | Estats Units - Globalstar 52 | Globalstar                                      | Terrestre Baixa                                                 | Comunicacions                                 | En òrbita                                              | Operacional                                            |
| 11 de juny 17:15     | Xina - Llarga Marxa 2C | Xina - Llarga Marxa 2C                          | Xina - Taiyuan LC-1                                             | Xina - Taiyuan LC-1                           | Xina                                                   | Xina                                                   |
| 11 de juny 17:15     | Estats Units - Iridium 14A | Iridium                                         | Terrestre Baixa                                                 | Comunicacions                                 | En òrbita                                              | Operacional                                            |
| 11 de juny 17:15     | Estats Units - Iridium 21A | Iridium                                         | Terrestre Baixa                                                 | Comunicacions                                 | En òrbita                                              | Operacional                                            |
| 14 de juny 07:40     | Canadà - Black Brant IX | Canadà - Black Brant IX                         | Estats Units - White Sands                                      | Estats Units - White Sands                    | Estats Units - NASA                                    | Estats Units - NASA                                    |
| 14 de juny 07:40     | Estats Units | NASA                                            | Suborbital                                                      | Astronomia ultraviolada                       | 14 de juny                                             | Reeixit                                                |
| 18 de juny 01:49     | Rússia - Proton-K/DM-2M | Rússia - Proton-K/DM-2M                         | Kazakhstan - Baikonur Site 81/23                                | Kazakhstan - Baikonur Site 81/23              | Rússia Estats Units - International Launch Services    | Rússia Estats Units - International Launch Services    |
| 18 de juny 01:49     | Luxemburg - Astra 1H | SES Astra                                       | Geosíncrona                                                     | Comunicacions                                 | En òrbita                                              | Operacional                                            |
| 20 de juny 02:15     | Estats Units - Titan 23G | Estats Units - Titan 23G                        | Estats Units - Vandenberg SLC-4W                                | Estats Units - Vandenberg SLC-4W              | Estats Units - Lockheed Martin                         | Estats Units - Lockheed Martin                         |
| 20 de juny 02:15     | Estats Units - QuickSCAT | NASA/NOAA                                       | Heliosíncrona                                                   | Oceanografia                                  | En òrbita                                              | Operacional                                            |
| 24 de juny 15:44     | Estats Units - Delta II 7320-10 | Estats Units - Delta II 7320-10                 | Estats Units - Cape Canaveral SLC-17A                           | Estats Units - Cape Canaveral SLC-17A         | Estats Units - Boeing IDS                              | Estats Units - Boeing IDS                              |
| 24 de juny 15:44     | Estats Units - FUSE | NASA                                            | Terrestre Baixa                                                 | Astronomia ultraviolada                       | En òrbita                                              | Reeixit                                                |
| 24 de juny 15:44     | Vol inaugural del Delta II 7320 El FUSE va ser desactivat el 18 d'octubre de 2007 |                                                 |                                                                 |                                               |                                                        |                                                        |
| 24 de juny 17:00     | Canadà - Black Brant IX | Canadà - Black Brant IX                         | Estats Units - White Sands                                      | Estats Units - White Sands                    | Estats Units - NASA                                    | Estats Units - NASA                                    |
| 24 de juny 17:00     | Estats Units - SERTS-99 | NASA                                            | Suborbital                                                      | Observació solar                              | 24 de juny                                             | Reeixit                                                |
| Juliol               | |                                                 |                                                                 |                                               |                                                        |                                                        |
| 1 de juliol          | Estats Units - Malmute II | Estats Units - Malmute II                       | Estats Units - Pacific Missile Range                            | Estats Units - Pacific Missile Range          | Estats Units - Marina dels Estats Units d'Amèrica      | Estats Units - Marina dels Estats Units d'Amèrica      |
| 1 de juliol          | Estats Units - Slugger | Marina dels Estats Units d'Amèrica              | Suborbital                                                      | Objectiu de TMBD                              | 1 de juliol                                            | Reeixit                                                |
| 5 de juliol 03:57    | Canadà - Black Brant VC | Canadà - Black Brant VC                         | Estats Units - Wallops Island                                   | Estats Units - Wallops Island                 | Estats Units - NASA                                    | Estats Units - NASA                                    |
| 5 de juliol 03:57    | Estats Units | NASA                                            | Suborbital                                                      | Investigació de la Ionosfera                  | 5 de juliol                                            | Reeixit                                                |
| 5 de juliol 04:02    | Estats Units - Taurus-Orion | Estats Units - Taurus-Orion                     | Estats Units - Wallops Island                                   | Estats Units - Wallops Island                 | Estats Units - NASA                                    | Estats Units - NASA                                    |
| 5 de juliol 04:02    | Estats Units | NASA                                            | Suborbital                                                      | Investigació de la Ionosfera                  | 5 de juliol                                            | Reeixit                                                |
| 5 de juliol 13:32    | Rússia - Proton-K/Briz-M | Rússia - Proton-K/Briz-M                        | Kazakhstan - Baikonur Site 81/24                                | Kazakhstan - Baikonur Site 81/24              | Rússia - RVSN                                          | Rússia - RVSN                                          |
| 5 de juliol 13:32    | Rússia - Raduga | RVSN                                            | Destinat: Geosíncrona                                           | Comunicacions                                 | 5 de juliol +45 segons                                 | Error de llançament                                    |
| 5 de juliol 13:32    | Vol inaugural del tram superior Briz-M Va explotar la 2a etapa |                                                 |                                                                 |                                               |                                                        |                                                        |
| 5 de juliol 23:36    | Canadà - Black Brant VA | Canadà - Black Brant VA                         | Noruega - Andøya                                                | Noruega - Andøya                              | Estats Units - NASA                                    | Estats Units - NASA                                    |
| 5 de juliol 23:36    | Estats Units - MD-DR-04 DROPPS-1 | NASA                                            | Suborbital                                                      | Investigació en aeronomia                     | 5 de juliol                                            | Reeixit                                                |
| 8 de juliol 08:45    | Rússia - Molniya-M | Rússia - Molniya-M                              | Rússia - Plesetsk Site 43/3                                     | Rússia - Plesetsk Site 43/3                   | Rússia                                                 | Rússia                                                 |
| 8 de juliol 08:45    | Rússia - Molniya 3–50 | MO RF                                           | Molnia                                                          | Comunicacions                                 | En òrbita                                              | Operacional                                            |
| 10 de juliol 08:45   | Estats Units - Delta II 7420-10C | Estats Units - Delta II 7420-10C                | Estats Units - Cape Canaveral SLC-17B                           | Estats Units - Cape Canaveral SLC-17B         | Estats Units - Boeing IDS                              | Estats Units - Boeing IDS                              |
| 10 de juliol 08:45   | Estats Units - Globalstar 35 | Globalstar                                      | Terrestre Baixa                                                 | Comunicacions                                 | En òrbita                                              | Operacional                                            |
| 10 de juliol 08:45   | Estats Units - Globalstar 32 | Globalstar                                      | Terrestre Baixa                                                 | Comunicacions                                 | En òrbita                                              | Operacional                                            |
| 10 de juliol 08:45   | Estats Units - Globalstar 51 | Globalstar                                      | Terrestre Baixa                                                 | Comunicacions                                 | En òrbita                                              | Operacional                                            |
| 10 de juliol 08:45   | Estats Units - Globalstar 30 | Globalstar                                      | Terrestre Baixa                                                 | Comunicacions                                 | En òrbita                                              | Operacional                                            |
| 14 de juliol 03:28   | Canadà - Black Brant VA | Canadà - Black Brant VA                         | Noruega - Andøya                                                | Noruega - Andøya                              | Estats Units - NASA                                    | Estats Units - NASA                                    |
| 14 de juliol 03:28   | Estats Units - MD-DR-13 DROPPS-2 | NASA                                            | Suborbital                                                      | Investigació d'Aeronomia                      | 14 de juliol                                           | Reeixit                                                |
| 16 de juliol 16:39   | Rússia - Soiuz-U | Rússia - Soiuz-U                                | Kazakhstan - Baikonur Site 1/5                                  | Kazakhstan - Baikonur Site 1/5                | Rússia - Roskosmos                                     | Rússia - Roskosmos                                     |
| 16 de juliol 16:39   | Rússia - Progress M-42 | Roskosmos                                       | Terrestre Baixa (Mir)                                           | Logística                                     | 2 de febrer 2000 06:10                                 | Reeixit                                                |
| 17 de juliol 06:38   | Ucraïna - Zenit-2 | Ucraïna - Zenit-2                               | Kazakhstan - Baikonur Site 45/1                                 | Kazakhstan - Baikonur Site 45/1               | Rússia                                                 | Rússia                                                 |
| 17 de juliol 06:38   | Rússia - Okean-O | RAKA/NKAU                                       | Terrestre Baixa                                                 | Oceanografia                                  | En òrbita                                              | Operacional                                            |
| 18 de juliol 03:31   | Estats Units - Taurus-Orion | Estats Units - Taurus-Orion                     | Estats Units - Wallops Island                                   | Estats Units - Wallops Island                 | Estats Units - NASA                                    | Estats Units - NASA                                    |
| 18 de juliol 03:31   | Estats Units | NASA                                            | Suborbital                                                      | Investigació de la Ionosfera                  | 18 de juliol                                           | Reeixit                                                |
| 23 de juliol 04:31   | Estats Units - Transbordador Espacial Columbia | Estats Units - Transbordador Espacial Columbia  | Estats Units - Kennedy LC-39B                                   | Estats Units - Kennedy LC-39B                 | Estats Units - United Space Alliance                   | Estats Units - United Space Alliance                   |
| 23 de juliol 04:31   | Estats Units - STS-93 | NASA                                            | Terrestre Baixa                                                 | Desplegament de satèl·lit                     | 28 de juliol 03:20                                     | Reeixit                                                |
| 23 de juliol 04:31   | Estats Units - Observatori de raigs X Chandra | NASA                                            | Terrestre Alta                                                  | Astronomia de raigs X                         | En òrbita                                              | Operacional                                            |
| 23 de juliol 04:31   | Vol orbital tripulat amb cinc astronautes Primera missió del transbordador amb la comandant Eileen Collins Els errors en el control del motor i les fuites de combustible durant l'ascens van resultar en una òrbita més baixa del previst i el pobre rendiment del IUS va resultar en una òrbita més baixa del previst pel Chandra, es va utilitzar el IPS per aixecar-se en òrbita correcta, reduint la vida útil El Chandra va ser desplegat pel Columbia a les 11:47 UTC el 23 de juliol |                                                 |                                                                 |                                               |                                                        |                                                        |
| 25 de juliol 07:46   | Estats Units - Delta II 7420-10C | Estats Units - Delta II 7420-10C                | Estats Units - Cape Canaveral SLC-17A                           | Estats Units - Cape Canaveral SLC-17A         | Estats Units - Boeing IDS                              | Estats Units - Boeing IDS                              |
| 25 de juliol 07:46   | Estats Units - Globalstar 48 | Globalstar                                      | Terrestre Baixa                                                 | Comunicacions                                 | En òrbita                                              | Operacional                                            |
| 25 de juliol 07:46   | Estats Units - Globalstar 26 | Globalstar                                      | Terrestre Baixa                                                 | Comunicacions                                 | En òrbita                                              | Operacional                                            |
| 25 de juliol 07:46   | Estats Units - Globalstar 43 | Globalstar                                      | Terrestre Baixa                                                 | Comunicacions                                 | En òrbita                                              | Operacional                                            |
| 25 de juliol 07:46   | Estats Units - Globalstar 28 | Globalstar                                      | Terrestre Baixa                                                 | Comunicacions                                 | En òrbita                                              | Operacional                                            |
| 27 de juliol 22:48   | Canadà - Black Brant VB | Canadà - Black Brant VB                         | Suècia - Esrange                                                | Suècia - Esrange                              | Estats Units - NASA                                    | Estats Units - NASA                                    |
| 27 de juliol 22:48   | Estats Units - ICON | NASA                                            | Suborbital                                                      | Investigació de la Ionosfera                  | 27 de juliol                                           | Reeixit                                                |
| Agost                | |                                                 |                                                                 |                                               |                                                        |                                                        |
| 2 d'agost            | Xina - DF-31 | Xina - DF-31                                    | Xina - Taiyuan                                                  | Xina - Taiyuan                                | Xina - CASC                                            | Xina - CASC                                            |
| 2 d'agost            | | CASC                                            | Suborbital                                                      | Prova de míssils                              | 2 d'agost                                              | Reeixit                                                |
| 2 d'agost 11:37      | Estats Units - Hera | Estats Units - Hera                             | Estats Units - White Sands LC-94                                | Estats Units - White Sands LC-94              | Estats Units - Força Aèria dels Estats Units d'Amèrica | Estats Units - Força Aèria dels Estats Units d'Amèrica |
| 2 d'agost 11:37      | | Força Aèria dels Estats Units d'Amèrica         | Suborbital                                                      | Objectiu ABM                                  | 2 d'agost                                              | Reeixit                                                |
| 2 d'agost 11:44      | Estats Units - THAAD | Estats Units - THAAD                            | Estats Units - White Sands                                      | Estats Units - White Sands                    | Estats Units - Força Aèria dels Estats Units d'Amèrica | Estats Units - Força Aèria dels Estats Units d'Amèrica |
| 2 d'agost 11:44      | | Força Aèria dels Estats Units d'Amèrica         | Suborbital                                                      | Interceptador d'ABM                           | 2 d'agost                                              | Reeixit                                                |
| 12 d'agost 22:52     | Europa - Ariane 4 42P | Europa - Ariane 4 42P                           | França - Kourou ELA-2                                           | França - Kourou ELA-2                         | França - Arianespace                                   | França - Arianespace                                   |
| 12 d'agost 22:52     | Indonèsia - Telkom 1 | PT Telkom                                       | Geosíncrona                                                     | Comunicacions                                 | En òrbita                                              | Operacional                                            |
| 17 d'agost 04:37     | Estats Units - Delta II 7420-10C | Estats Units - Delta II 7420-10C                | Estats Units - Cape Canaveral SLC-17B                           | Estats Units - Cape Canaveral SLC-17B         | Estats Units - Boeing IDS                              | Estats Units - Boeing IDS                              |
| 17 d'agost 04:37     | Estats Units - Globalstar 24 | Globalstar                                      | Terrestre Baixa                                                 | Comunicacions                                 | En òrbita                                              | Operacional                                            |
| 17 d'agost 04:37     | Estats Units - Globalstar 27 | Globalstar                                      | Terrestre Baixa                                                 | Comunicacions                                 | En òrbita                                              | Operacional                                            |
| 17 d'agost 04:37     | Estats Units - Globalstar 54 | Globalstar                                      | Terrestre Baixa                                                 | Comunicacions                                 | En òrbita                                              | Operacional                                            |
| 17 d'agost 04:37     | Estats Units - Globalstar 53 | Globalstar                                      | Terrestre Baixa                                                 | Comunicacions                                 | En òrbita                                              | Operacional                                            |
| 18 d'agost 18:00     | Rússia - Soiuz-U | Rússia - Soiuz-U                                | Rússia - Plesetsk Site 43/3                                     | Rússia - Plesetsk Site 43/3                   | Rússia                                                 | Rússia                                                 |
| 18 d'agost 18:00     | Rússia - Kosmos 2365 (Yantar-4K1) | MO RF                                           | Terrestre Baixa                                                 | Reconeixement                                 | 15 de desembre                                         | Reeixit                                                |
| 18 d'agost 18:05     | Canadà - Black Brant 9CM1 | Canadà - Black Brant 9CM1                       | Estats Units - White Sands LC-43                                | Estats Units - White Sands LC-43              | Estats Units - NASA                                    | Estats Units - NASA                                    |
| 18 d'agost 18:05     | Estats Units | NASA                                            | Suborbital                                                      | Investigació solar                            | 18 d'agost                                             | Reeixit                                                |
| 18 d'agost 18:05     | Es va utilitzar les dades per calibrar la nau SOHO |                                                 |                                                                 |                                               |                                                        |                                                        |
| 20 d'agost 08:45     | Estats Units - Minuteman III | Estats Units - Minuteman III                    | Estats Units - Vandenberg LF-10                                 | Estats Units - Vandenberg LF-10               | Estats Units - Força Aèria dels Estats Units d'Amèrica | Estats Units - Força Aèria dels Estats Units d'Amèrica |
| 20 d'agost 08:45     | Estats Units - RCT-1 GT-170GM/RRF-6 | Força Aèria dels Estats Units d'Amèrica         | Suborbital                                                      | Prova de míssils                              | 20 d'agost                                             | Reeixit                                                |
| 20 d'agost 11:27     | Estats Units - Minuteman III | Estats Units - Minuteman III                    | Estats Units - Vandenberg LF-09                                 | Estats Units - Vandenberg LF-09               | Estats Units - Força Aèria dels Estats Units d'Amèrica | Estats Units - Força Aèria dels Estats Units d'Amèrica |
| 20 d'agost 11:27     | Estats Units - FOT - GT-171GM | Força Aèria dels Estats Units d'Amèrica         | Suborbital                                                      | Prova de míssils                              | 20 d'agost                                             | Reeixit                                                |
| 24 d'agost 07:07     | Canadà - Black Brant IX | Canadà - Black Brant IX                         | Estats Units - White Sands                                      | Estats Units - White Sands                    | Estats Units - NASA                                    | Estats Units - NASA                                    |
| 24 d'agost 07:07     | Estats Units | NASA                                            | Suborbital                                                      | Astronomia ultraviolada                       | 24 d'agost                                             | Reeixit                                                |
| 26 d'agost 12:02     | Rússia - Kosmos-3M | Rússia - Kosmos-3M                              | Rússia - Plesetsk Site 132/1                                    | Rússia - Plesetsk Site 132/1                  | Rússia                                                 | Rússia                                                 |
| 26 d'agost 12:02     | Rússia - Kosmos 2366 (Parus) | MO RF                                           | Terrestre Baixa                                                 | Navegació                                     | En òrbita                                              | Operacional                                            |
| 29 d'agost           | Rússia - Kosmos-3MP | Rússia - Kosmos-3MP                             | Rússia - Kapustin Iar Area 107                                  | Rússia - Kapustin Iar Area 107                | Rússia - RVSN                                          | Rússia - RVSN                                          |
| 29 d'agost           | Rússia - Vehicle de reentrada | RVSN                                            | Suborbital                                                      | Prova RV                                      | 29 d'agost                                             | Error                                                  |
| Setembre             | |                                                 |                                                                 |                                               |                                                        |                                                        |
| 3 de setembre 11:44  | Rússia - Topol M | Rússia - Topol M                                | Rússia - Plesetsk Site 158                                      | Rússia - Plesetsk Site 158                    | Rússia - RVSN                                          | Rússia - RVSN                                          |
| 3 de setembre 11:44  | | RVSN                                            | Suborbital                                                      | Prova de míssils                              | 3 de setembre                                          | Reeixit                                                |
| 4 de setembre 22:34  | Europa - Ariane 4 42P | Europa - Ariane 4 42P                           | França - Kourou ELA-2                                           | França - Kourou ELA-2                         | França - Arianespace                                   | França - Arianespace                                   |
| 4 de setembre 22:34  | Corea del Sud - Koreasat 3 | Korea Telecom                                   | Geosíncrona                                                     | Comunicacions                                 | En òrbita                                              | Operacional                                            |
| 6 de setembre        | Estats Units - SR-19 | Estats Units - SR-19                            | Estats Units - Aircraft, Wake Island                            | Estats Units - Aircraft, Wake Island          | Estats Units - Orbital Sciences                        | Estats Units - Orbital Sciences                        |
| 6 de setembre        | Estats Units - TCMP-3A | Força Aèria dels Estats Units d'Amèrica         | Suborbital                                                      | Prova de vehicle de reentrada                 | 6 de setembre                                          | Reeixit                                                |
| 6 de setembre 16:36  | Rússia - Proton-K/DM-2M | Rússia - Proton-K/DM-2M                         | Kazakhstan - Baikonur Site 81/23                                | Kazakhstan - Baikonur Site 81/23              | Rússia                                                 | Rússia                                                 |
| 6 de setembre 16:36  | Rússia - Yamal 101 | AO Gazco                                        | Operacional: Geosíncrona Actual: Cementiri                      | Comunicacions                                 | En òrbita                                              | Error del vehicle                                      |
| 6 de setembre 16:36  | Rússia - Yamal 102 | AO Gazco                                        | Geosíncrona                                                     | Comunicacions                                 | En òrbita                                              | Operacional                                            |
| 9 de setembre 18:00  | Rússia - Soiuz-U | Rússia - Soiuz-U                                | Rússia - Plesetsk Site 43/4                                     | Rússia - Plesetsk Site 43/4                   | Rússia                                                 | Rússia                                                 |
| 9 de setembre 18:00  | Rússia Europa - Foton 12 | RAKA/ESA                                        | Terrestre Baixa                                                 | Investigació de microgravetat                 | 24 de setembre                                         | Reeixit                                                |
| 15 de setembre 21:00 | Estats Units - Castor M57A1 | Estats Units - Castor M57A1                     | Estats Units - Kodiak                                           | Estats Units - Kodiak                         | Estats Units                                           | Estats Units                                           |
| 15 de setembre 21:00 | | Força Aèria dels Estats Units d'Amèrica         | Suborbital                                                      | Vol de proves                                 | 15 de setembre                                         | Reeixit                                                |
| 22 de setembre 14:33 | Rússia - Soiuz-U/Ikar | Rússia - Soiuz-U/Ikar                           | Kazakhstan - Baikonur Site 1/5                                  | Kazakhstan - Baikonur Site 1/5                | Europa Rússia - Starsem                                | Europa Rússia - Starsem                                |
| 22 de setembre 14:33 | Estats Units - Globalstar 58 | Globalstar                                      | Terrestre Baixa                                                 | Comunicacions                                 | En òrbita                                              | Operacional                                            |
| 22 de setembre 14:33 | Estats Units - Globalstar 50 | Globalstar                                      | Terrestre Baixa                                                 | Comunicacions                                 | En òrbita                                              | Operacional                                            |
| 22 de setembre 14:33 | Estats Units - Globalstar 33 | Globalstar                                      | Terrestre Baixa                                                 | Comunicacions                                 | En òrbita                                              | Operacional                                            |
| 22 de setembre 14:33 | Estats Units - Globalstar 55 | Globalstar                                      | Terrestre Baixa                                                 | Comunicacions                                 | En òrbita                                              | Operacional                                            |
| 23 de setembre 06:02 | Estats Units - Atlas IIAS | Estats Units - Atlas IIAS                       | Estats Units - Cape Canaveral SLC-36A                           | Estats Units - Cape Canaveral SLC-36A         | Rússia Estats Units - International Launch Services    | Rússia Estats Units - International Launch Services    |
| 23 de setembre 06:02 | Estats Units - Echostar 5 | EchoStar                                        | Geosíncrona                                                     | Comunicacions                                 | En òrbita                                              | Operacional                                            |
| 24 de setembre       | Estats Units - SM-3 | Estats Units - SM-3                             | Estats UnitsUSS Shiloh, Pacific Missile Range                   | Estats UnitsUSS Shiloh, Pacific Missile Range | Estats Units - Marina dels Estats Units d'Amèrica      | Estats Units - Marina dels Estats Units d'Amèrica      |
| 24 de setembre       | | Marina dels Estats Units d'Amèrica              | Suborbital                                                      | Prova de míssils                              | 24 de setembre                                         | Reeixit                                                |
| 24 de setembre 18:21 | Estats Units - Athena II | Estats Units - Athena II                        | Estats Units - Vandenberg SLC-6                                 | Estats Units - Vandenberg SLC-6               | Estats Units - Lockheed Martin                         | Estats Units - Lockheed Martin                         |
| 24 de setembre 18:21 | Estats Units - Ikonos 2 | Space Imaging                                   | Heliosíncrona                                                   | Imatgeria de la Terra                         | En òrbita                                              | Operacional                                            |
| 24 de setembre 18:21 | Vol final de l'Athena II |                                                 |                                                                 |                                               |                                                        |                                                        |
| 25 de setembre 06:29 | Europa - Ariane 4 44P | Europa - Ariane 4 44P                           | França - Kourou ELA-2                                           | França - Kourou ELA-2                         | França - Arianespace                                   | França - Arianespace                                   |
| 25 de setembre 06:29 | Estats Units - Telstar 7 | Loral Skynet                                    | Geosíncrona                                                     | Comunicacions                                 | En òrbita                                              | Operacional                                            |
| 26 de setembre 22:30 | Rússia - Proton-K/DM-2M | Rússia - Proton-K/DM-2M                         | Kazakhstan - Baikonur Site 81/23                                | Kazakhstan - Baikonur Site 81/23              | Rússia Estats Units - International Launch Services    | Rússia Estats Units - International Launch Services    |
| 26 de setembre 22:30 | Estats Units - LMI-1 | LMI                                             | Geosíncrona                                                     | Comunicacions                                 | En òrbita                                              | Operacional                                            |
| 27 de setembre 10:00 | Canadà - Black Brant IX | Canadà - Black Brant IX                         | Estats Units - White Sands                                      | Estats Units - White Sands                    | Estats Units - NASA                                    | Estats Units - NASA                                    |
| 27 de setembre 10:00 | Estats Units | NASA                                            | Suborbital                                                      | Astronomia ultraviolada                       | 27 de setembre                                         | Reeixit                                                |
| 28 de setembre 11:00 | Rússia - Soiuz-U | Rússia - Soiuz-U                                | Rússia - Plesetsk Site 43/4                                     | Rússia - Plesetsk Site 43/4                   | Rússia                                                 | Rússia                                                 |
| 28 de setembre 11:00 | Rússia - Resurs F-1M | Roskosmos                                       | Terrestre Baixa                                                 | Teledetecció                                  | 22 d'octubre                                           | Reeixit                                                |
| Octubre              | |                                                 |                                                                 |                                               |                                                        |                                                        |
| 1 d'octubre          | Rússia - R-29 | Rússia - R-29                                   | Rússia - Submarí, Sea of Okhotsk                                | Rússia - Submarí, Sea of Okhotsk              | Rússia - Marina russa                                  | Rússia - Marina russa                                  |
| 1 d'octubre          | | Marina russa                                    | Suborbital                                                      | Prova de míssils                              | 1 d'octubre                                            | Reeixit                                                |
| 1 d'octubre 08:42    | Rússia - Topol M | Rússia - Topol M                                | Rússia - Plesetsk Site 158                                      | Rússia - Plesetsk Site 158                    | Rússia - RVSN                                          | Rússia - RVSN                                          |
| 1 d'octubre 08:42    | | RVSN                                            | Suborbital                                                      | Prova de míssils                              | 1 d'octubre                                            | Reeixit                                                |
| 2 d'octubre          | Rússia - R-29 | Rússia - R-29                                   | Rússia - Submarí, Sea of Okhotsk                                | Rússia - Submarí, Sea of Okhotsk              | Rússia - Marina russa                                  | Rússia - Marina russa                                  |
| 2 d'octubre          | | Marina russa                                    | Suborbital                                                      | Prova de míssils                              | 2 d'octubre                                            | Reeixit                                                |
| 3 d'octubre 02:01    | Estats Units - Minuteman II | Estats Units - Minuteman II                     | Estats Units - Vandenberg LF-03                                 | Estats Units - Vandenberg LF-03               | Estats Units - Força Aèria dels Estats Units d'Amèrica | Estats Units - Força Aèria dels Estats Units d'Amèrica |
| 3 d'octubre 02:01    | Estats Units - MSLS IFT-2 | Força Aèria dels Estats Units d'Amèrica         | Suborbital                                                      | Objectiu ABM                                  | 3 d'octubre                                            | Reeixit                                                |
| 3 d'octubre 02:22    | Estats Units - PLV | Estats Units - PLV                              | Illes Marshall - Meck Island, Kwajalein Atoll                   | Illes Marshall - Meck Island, Kwajalein Atoll | Estats Units - Força Aèria dels Estats Units d'Amèrica | Estats Units - Força Aèria dels Estats Units d'Amèrica |
| 3 d'octubre 02:22    | Estats Units - EKV | Força Aèria dels Estats Units d'Amèrica         | Suborbital                                                      | Prova d'ABM                                   | 3 d'octubre                                            | Reeixit                                                |
| 7 d'octubre 12:51    | Estats Units - Delta II 7925-9.5 | Estats Units - Delta II 7925-9.5                | Estats Units - Cape Canaveral SLC-17A                           | Estats Units - Cape Canaveral SLC-17A         | Estats Units - Boeing IDS                              | Estats Units - Boeing IDS                              |
| 7 d'octubre 12:51    | Estats Units - USA-145 (GPS IIR-3) | Força Aèria dels Estats Units d'Amèrica         | Terrestre Mitjana                                               | Navegació                                     | En òrbita                                              | Reeixit                                                |
| 10 d'octubre 03:28   | Ucraïna - Zenit-3SL | Ucraïna - Zenit-3SL                             | Noruega - Ocean Odyssey                                         | Noruega - Ocean Odyssey                       | Nacions Unides - Sea Launch                            | Nacions Unides - Sea Launch                            |
| 10 d'octubre 03:28   | Estats Units - DirecTV-1R | DirecTV                                         | Geosíncrona                                                     | Comunicacions                                 | En òrbita                                              | Operacional                                            |
| 14 d'octubre 03:15   | Xina - Llarga Marxa 4B | Xina - Llarga Marxa 4B                          | Xina - Taiyuan LC-1                                             | Xina - Taiyuan LC-1                           | Xina - CASC                                            | Xina - CASC                                            |
| 14 d'octubre 03:15   | Xina - Brasil - Zi Yuan 1 | CAST/INPE                                       | Terrestre Baixa                                                 | Teledetecció                                  | En òrbita                                              | Error parcial del satèl·lit                            |
| 14 d'octubre 03:15   | Brasil - SACI 1 | INPE                                            | Terrestre Baixa                                                 | Desenvolupament de tecnologia                 | En òrbita                                              | Error del vehicle                                      |
| 14 d'octubre 03:15   | La càmera de camp ampli Zi Yuan 1 va fallar 177 dies després del llançament; el SACI 1 va cessar les comunicacions en menys d'un mes després del llançament |                                                 |                                                                 |                                               |                                                        |                                                        |
| 18 d'octubre 13:22   | Rússia - Soiuz-U/Ikar | Rússia - Soiuz-U/Ikar                           | Kazakhstan - Baikonur Site 1/5                                  | Kazakhstan - Baikonur Site 1/5                | Europa Rússia - Starsem                                | Europa Rússia - Starsem                                |
| 18 d'octubre 13:22   | Estats Units - Globalstar 57 | Globalstar                                      | Terrestre Baixa                                                 | Comunicacions                                 | En òrbita                                              | Operacional                                            |
| 18 d'octubre 13:22   | Estats Units - Globalstar 59 | Globalstar                                      | Terrestre Baixa                                                 | Comunicacions                                 | En òrbita                                              | Operacional                                            |
| 18 d'octubre 13:22   | Estats Units - Globalstar 56 | Globalstar                                      | Terrestre Baixa                                                 | Comunicacions                                 | En òrbita                                              | Operacional                                            |
| 18 d'octubre 13:22   | Estats Units - Globalstar 31 | Globalstar                                      | Terrestre Baixa                                                 | Comunicacions                                 | En òrbita                                              | Operacional                                            |
| 19 d'octubre 06:22   | Europa - Ariane 4 44LP | Europa - Ariane 4 44LP                          | França - Kourou ELA-2                                           | França - Kourou ELA-2                         | França - Arianespace                                   | França - Arianespace                                   |
| 19 d'octubre 06:22   | Orion 2 | Loral Orion                                     | Geosíncrona                                                     | Comunicacions                                 | En òrbita                                              | Operacional                                            |
| 20 d'octubre         | Rússia - UR-100N | Rússia - UR-100N                                | Kazakhstan - Baikonur Site 175                                  | Kazakhstan - Baikonur Site 175                | Rússia - RVSN                                          | Rússia - RVSN                                          |
| 20 d'octubre         | | RVSN                                            | Suborbital                                                      | Prova de míssils                              | 20 d'octubre                                           | Reeixit                                                |
| 27 d'octubre 16:16   | Rússia - Proton-K/DM-2 | Rússia - Proton-K/DM-2                          | Kazakhstan - Baikonur Site 200/39                               | Kazakhstan - Baikonur Site 200/39             | Rússia                                                 | Rússia                                                 |
| 27 d'octubre 16:16   | Rússia - Ekspress-A1 | AO Komichekaya                                  | Destinat: Geosíncrona                                           | Comunicacions                                 | 27 d'octubre                                           | Error de llançament                                    |
| 27 d'octubre 16:16   | Malfuncionament de la 2a etapa |                                                 |                                                                 |                                               |                                                        |                                                        |
| Novembre             | |                                                 |                                                                 |                                               |                                                        |                                                        |
| November             | A-350 | A-350                                           | Kazakhstan - Sary Shagan                                        | Kazakhstan - Sary Shagan                      | PRO                                                    | PRO                                                    |
| November             | |                                                 | Suborbital                                                      | Prova de míssils                              | Within one hora                                        | Reeixit                                                |
| 1 de novembre        | Índia - RH-300 | Índia - RH-300                                  | Índia - Sriharikota                                             | Índia - Sriharikota                           | Índia - ISRO                                           | Índia - ISRO                                           |
| 1 de novembre        | Índia - EWS | ISRO                                            | Suborbital                                                      | Investigació de la Ionosfera                  | 1 de novembre                                          | Reeixit                                                |
| 10 de novembre       | Estats Units - Trident D-5 | Estats Units - Trident D-5                      | Estats Units - Submarí, Eastern Test Range                      | Estats Units - Submarí, Eastern Test Range    | Estats Units - Marina dels Estats Units d'Amèrica      | Estats Units - Marina dels Estats Units d'Amèrica      |
| 10 de novembre       | | Marina dels Estats Units d'Amèrica              | Suborbital                                                      | Prova de míssils                              | 10 de novembre                                         | Reeixit                                                |
| 10 de novembre       | Estats Units - Trident D-5 | Estats Units - Trident D-5                      | Estats Units - Submarí, Eastern Test Range                      | Estats Units - Submarí, Eastern Test Range    | Estats Units - Marina dels Estats Units d'Amèrica      | Estats Units - Marina dels Estats Units d'Amèrica      |
| 10 de novembre       | | Marina dels Estats Units d'Amèrica              | Suborbital                                                      | Prova de míssils                              | 10 de novembre                                         | Reeixit                                                |
| 13 de novembre 08:20 | Estats Units - Minuteman III | Estats Units - Minuteman III                    | Estats Units - Vandenberg LF-26                                 | Estats Units - Vandenberg LF-26               | Estats Units - Força Aèria dels Estats Units d'Amèrica | Estats Units - Força Aèria dels Estats Units d'Amèrica |
| 13 de novembre 08:20 | Estats Units - PRP FTM-01 | Força Aèria dels Estats Units d'Amèrica         | Suborbital                                                      | Prova de míssils                              | 13 de novembre                                         | Reeixit                                                |
| 13 de novembre 22:52 | Europa - Ariane 4 44LP | Europa - Ariane 4 44LP                          | França - Kourou ELA-2                                           | França - Kourou ELA-2                         | França - Arianespace                                   | França - Arianespace                                   |
| 13 de novembre 22:52 | Estats Units - GE 4 | GE Americom                                     | Geosíncrona                                                     | Comunicacions                                 | En òrbita                                              | Operacional                                            |
| 15 de novembre 07:29 | Japó - H-II | Japó - H-II                                     | Japó - Tanegashima LA-Y1                                        | Japó - Tanegashima LA-Y1                      | Japó - NASDA                                           | Japó - NASDA                                           |
| 15 de novembre 07:29 | Japó - MTSAT | NASDA                                           | Destinat: Geosíncrona                                           | Weather/Communications                        | 15 de novembre                                         | Error de llançament                                    |
| 15 de novembre 07:29 | Vol final del H-II Malfuncionament de la 1a etapa |                                                 |                                                                 |                                               |                                                        |                                                        |
| 17 de novembre       | Rússia - R-39 | Rússia - R-39                                   | Rússia - Submarí, Barents Sea                                   | Rússia - Submarí, Barents Sea                 | Rússia - Marina russa                                  | Rússia - Marina russa                                  |
| 17 de novembre       | | Marina russa                                    | Suborbital                                                      | Prova de míssils                              | 17 de novembre                                         | Reeixit                                                |
| 17 de novembre       | Rússia - R-39 | Rússia - R-39                                   | Rússia - Submarí, Barents Sea                                   | Rússia - Submarí, Barents Sea                 | Rússia - Marina russa                                  | Rússia - Marina russa                                  |
| 17 de novembre       | | Marina russa                                    | Suborbital                                                      | Prova de míssils                              | 17 de novembre                                         | Reeixit                                                |
| 18 de novembre 01:55 | Índia - RH-300 MK-II | Índia - RH-300 MK-II                            | Índia - Sriharikota                                             | Índia - Sriharikota                           | Índia - ISRO                                           | Índia - ISRO                                           |
| 18 de novembre 01:55 | Índia - LMS | ISRO                                            | Suborbital                                                      | Investigació de la Ionosfera/Meteors          | 18 de novembre                                         | Reeixit                                                |
| 19 de novembre 22:30 | Xina - Llarga Marxa 2F | Xina - Llarga Marxa 2F                          | Xina - Jiuquan SLS                                              | Xina - Jiuquan SLS                            | Xina - CASC                                            | Xina - CASC                                            |
| 19 de novembre 22:30 | Xina - Shenzhou 1 | CASC                                            | Terrestre Baixa                                                 | Prova de nau espacial                         | 20 de novembre 19:41                                   | Reeixit                                                |
| 19 de novembre 22:30 | Vol inaugural del Llarga Marxa 2F i la nau espacial Shenzhou |                                                 |                                                                 |                                               |                                                        |                                                        |
| 20 de novembre 01:35 | Índia - RH-300 MK-II | Índia - RH-300 MK-II                            | Índia - Sriharikota                                             | Índia - Sriharikota                           | Índia - ISRO                                           | Índia - ISRO                                           |
| 20 de novembre 01:35 | Índia - LMS | ISRO                                            | Suborbital                                                      | Investigació de la Ionosfera/Meteors          | 20 de novembre                                         | Reeixit                                                |
| 22 de novembre 16:20 | Rússia - Soiuz-U/Ikar | Rússia - Soiuz-U/Ikar                           | Kazakhstan - Baikonur Site 1/5                                  | Kazakhstan - Baikonur Site 1/5                | Europa Rússia - Starsem                                | Europa Rússia - Starsem                                |
| 22 de novembre 16:20 | Estats Units - Globalstar 39 | Globalstar                                      | Terrestre Baixa                                                 | Comunicacions                                 | En òrbita                                              | Operacional                                            |
| 22 de novembre 16:20 | Estats Units - Globalstar 34 | Globalstar                                      | Terrestre Baixa                                                 | Comunicacions                                 | En òrbita                                              | Operacional                                            |
| 22 de novembre 16:20 | Estats Units - Globalstar 29 | Globalstar                                      | Terrestre Baixa                                                 | Comunicacions                                 | En òrbita                                              | Operacional                                            |
| 22 de novembre 16:20 | Estats Units - Globalstar 61 | Globalstar                                      | Terrestre Baixa                                                 | Comunicacions                                 | En òrbita                                              | Operacional                                            |
| 23 de novembre 04:06 | Estats Units - Atlas IIA | Estats Units - Atlas IIA                        | Estats Units - Cape Canaveral SLC-36B                           | Estats Units - Cape Canaveral SLC-36B         | Estats Units                                           | Estats Units                                           |
| 23 de novembre 04:06 | Estats Units - USA-146 (UHF F/O F10) | Marina dels Estats Units d'Amèrica              | Geosíncrona                                                     | Comunicacions                                 | En òrbita                                              | Operacional                                            |
| Desembre             | |                                                 |                                                                 |                                               |                                                        |                                                        |
| 3 de desembre 16:22  | Europa - Ariane 4 40 | Europa - Ariane 4 40                            | França - Kourou ELA-2                                           | França - Kourou ELA-2                         | França - Arianespace                                   | França - Arianespace                                   |
| 3 de desembre 16:22  | França - Hélios 1B | Govern francès                                  | Terrestre Baixa                                                 | Reconeixement                                 | En òrbita                                              | Reeixit                                                |
| 3 de desembre 16:22  | França - Clementine | DGA                                             | Terrestre Baixa                                                 | SIGINT                                        | En òrbita                                              | Operacional                                            |
| 3 de desembre 16:22  | Vol final de l'Ariane 4 40 El Hélios 1B va ser donat de baixa a l'octubre de 2004 |                                                 |                                                                 |                                               |                                                        |                                                        |
| 4 de desembre 18:53  | Estats Units - Pegasus-XL/HAPS | Estats Units - Pegasus-XL/HAPS                  | Estats UnitsStargazer, Wallops Island                           | Estats UnitsStargazer, Wallops Island         | Estats Units - Orbital Sciences                        | Estats Units - Orbital Sciences                        |
| 4 de desembre 18:53  | Estats Units - Orbcomm 30 | Orbcomm                                         | Terrestre Baixa                                                 | Comunicacions                                 | En òrbita                                              | Operacional                                            |
| 4 de desembre 18:53  | Estats Units - Orbcomm 31 | Orbcomm                                         | Terrestre Baixa                                                 | Comunicacions                                 | En òrbita                                              | Operacional                                            |
| 4 de desembre 18:53  | Estats Units - Orbcomm 32 | Orbcomm                                         | Terrestre Baixa                                                 | Comunicacions                                 | En òrbita                                              | Operacional                                            |
| 4 de desembre 18:53  | Estats Units - Orbcomm 33 | Orbcomm                                         | Terrestre Baixa                                                 | Comunicacions                                 | En òrbita                                              | Operacional                                            |
| 4 de desembre 18:53  | Estats Units - Orbcomm 34 | Orbcomm                                         | Terrestre Baixa                                                 | Comunicacions                                 | En òrbita                                              | Operacional                                            |
| 4 de desembre 18:53  | Estats Units - Orbcomm 35 | Orbcomm                                         | Terrestre Baixa                                                 | Comunicacions                                 | En òrbita                                              | Operacional                                            |
| 4 de desembre 18:53  | Estats Units - Orbcomm 36 | Orbcomm                                         | Terrestre Baixa                                                 | Comunicacions                                 | En òrbita                                              | Operacional                                            |
| 10 de desembre 14:32 | Europa - Ariane 5G | Europa - Ariane 5G                              | França - Kourou ELA-3                                           | França - Kourou ELA-3                         | França - Arianespace                                   | França - Arianespace                                   |
| 10 de desembre 14:32 | Europa - XMM-Newton | ESA                                             | Terrestre Alta                                                  | Astronomia de raigs X                         | En òrbita                                              | Operacional                                            |
| 11 de desembre 18:25 | Brasil - VLS-1 | Brasil - VLS-1                                  | Brasil - Alcântara                                              | Brasil - Alcântara                            | Brasil - INPE                                          | Brasil - INPE                                          |
| 11 de desembre 18:25 | Brasil - SACI-2 | INPE                                            | Destinat: Terrestre Baixa                                       | Desenvolupament de tecnologia                 | 11 de desembre                                         | Error de llançament                                    |
| 11 de desembre 18:25 | Es va activar l'autodestrucció després que la 2a etapa no s'encendrés |                                                 |                                                                 |                                               |                                                        |                                                        |
| 12 de desembre 17:38 | Estats Units - Titan II 23G | Estats Units - Titan II 23G                     | Estats Units - Vandenberg SLC-4W                                | Estats Units - Vandenberg SLC-4W              | Estats Units - Lockheed Martin                         | Estats Units - Lockheed Martin                         |
| 12 de desembre 17:38 | Estats Units - USA-147 (DMSP 5D3 F15) | Força Aèria dels Estats Units d'Amèrica         | Heliosíncrona                                                   | Satèl·lit meteorològic                        | En òrbita                                              | Operacional                                            |
| 14 de desembre 08:05 | Rússia - Topol M | Rússia - Topol M                                | Rússia - Plesetsk Site 158                                      | Rússia - Plesetsk Site 158                    | Rússia - RVSN                                          | Rússia - RVSN                                          |
| 14 de desembre 08:05 | | RVSN                                            | Suborbital                                                      | Prova de míssils                              | 14 de desembre                                         | Reeixit                                                |
| 17 de desembre 17:00 | Estats Units - Terrier-Orion | Estats Units - Terrier-Orion                    | Estats Units - Wallops Island                                   | Estats Units - Wallops Island                 | Estats Units - NASA                                    | Estats Units - NASA                                    |
| 17 de desembre 17:00 | Estats Units - MG.Pool Boiling | NASA                                            | Suborbital                                                      | Investigació de microgravetat                 | 17 de desembre                                         | Reeixit                                                |
| 18 de desembre 18:57 | Estats Units - Atlas IIAS | Estats Units - Atlas IIAS                       | Estats Units - Vandenberg SLC-3E                                | Estats Units - Vandenberg SLC-3E              | Estats Units                                           | Estats Units                                           |
| 18 de desembre 18:57 | Estats Units - Terra | NASA                                            | Heliosíncrona                                                   | Observació de la Terra                        | En òrbita                                              | Operacional                                            |
| 20 de desembre 00:50 | Estats Units - Transbordador Espacial Discovery | Estats Units - Transbordador Espacial Discovery | Estats Units - Kennedy LC-39B                                   | Estats Units - Kennedy LC-39B                 | Estats Units - United Space Alliance                   | Estats Units - United Space Alliance                   |
| 20 de desembre 00:50 | Estats Units - STS-103 | NASA                                            | Terrestre Baixa (HST)                                           | Servei al HST                                 | 28 de desembre 00:01                                   | Reeixit                                                |
| 20 de desembre 00:50 | Vol orbital tripulat amb set astronautes Servei al Telescopi Espacial Hubble Missió 3A |                                                 |                                                                 |                                               |                                                        |                                                        |
| 21 de desembre 07:13 | Estats Units - Taurus 2110 | Estats Units - Taurus 2110                      | Estats Units - Vandenberg LC-576E                               | Estats Units - Vandenberg LC-576E             | Estats Units - Orbital Sciences                        | Estats Units - Orbital Sciences                        |
| 21 de desembre 07:13 | Corea del Sud - KOMPSAT | KAIST                                           | Heliosíncrona                                                   | Sensor de color oceànic                       | En òrbita                                              | Reeixit                                                |
| 21 de desembre 07:13 | Estats Units - ACRIMSAT | NASA                                            | Heliosíncrona                                                   | Investigació solar                            | En òrbita                                              | Operacional                                            |
| 21 de desembre 07:13 | Estats Units - Celestis-03 | Celestis                                        | Heliosíncrona                                                   | sepultura espacial                            | En òrbita                                              | Reeixit                                                |
| 21 de desembre 07:13 | Contacte perdut amb el KOMPSAT el 6 de gener 2008 |                                                 |                                                                 |                                               |                                                        |                                                        |
| 22 de desembre 00:50 | Europa - Ariane 4 44L | Europa - Ariane 4 44L                           | França - Kourou ELA-2                                           | França - Kourou ELA-2                         | França - Arianespace                                   | França - Arianespace                                   |
| 22 de desembre 00:50 | Estats Units - Galaxy 11 | PanAmSat                                        | Geosíncrona                                                     | Comunicacions                                 | En òrbita                                              | Operacional                                            |
| 26 de desembre 08:00 | Ucraïna - Tsyklon-2 | Ucraïna - Tsyklon-2                             | Kazakhstan - Baikonur Site 90/20                                | Kazakhstan - Baikonur Site 90/20              | Rússia                                                 | Rússia                                                 |
| 26 de desembre 08:00 | Rússia - Kosmos 2367 (US-PM) | Marina russa                                    | Terrestre Baixa                                                 | SIGINT                                        | 19 de juliol 2002                                      | Reeixit                                                |
| 27 de desembre 19:12 | Rússia - Molniya-M | Rússia - Molniya-M                              | Rússia - Plesetsk Site 16/2                                     | Rússia - Plesetsk Site 16/2                   | Rússia                                                 | Rússia                                                 |
| 27 de desembre 19:12 | Rússia - Kosmos 2368 (Oko) | VKS                                             | Molnia                                                          | Sistema d'alertes                             | En òrbita                                              | Operacional                                            |

## Encontres espacials
| Data (GMT)     | Nau espacial         | Esdeveniment                                                          | Comentaris                                          |
| -------------- | -------------------- | --------------------------------------------------------------------- | --------------------------------------------------- |
| 1 de febrer    | Galileo              | 11è sobrevol d'Europa                                                 |                                                     |
| 5 de maig      | Galileo              | 4t sobrevol de Cal·listo                                              |                                                     |
| 24 de juny     | Cassini              | 2n sobrevol de Venus                                                  | Assistència gravitatòria; Apropament màxim: 598 km  |
| 30 de juny     | Galileo              | 5è sobrevol de Cal·listo                                              |                                                     |
| 29 de juliol   | Deep Space 1         | Sobrevol de 9969 Braille                                              |                                                     |
| 31 de juliol   | Lunar Prospector     | L'impacte deliberat de la Lluna                                       |                                                     |
| 14 d'agost     | Galileo              | 6è sobrevol de Cal·listo                                              |                                                     |
| 18 d'agost     | Cassini              | Flyby of the Earth                                                    | Assistència gravitatòria; Apropament màxim: 1166 km |
| 16 de setembre | Galileo              | 7è sobrevol de Cal·listo                                              |                                                     |
| 23 de setembre | Mars Climate Orbiter | Cremat en l'atmosfera marciana                                        |                                                     |
| 11 d'octubre   | Galileo              | 1r sobrevol de Ió                                                     |                                                     |
| 26 de novembre | Galileo              | 2n sobrevol d'Ió                                                      |                                                     |
| 3 de desembre  | Mars Polar Lander    | Va impactar/aterrar sobre Planum Australe, Mart                       |                                                     |
| 3 de desembre  | Amundsen and Scott   | Es van perdre les subsondes del Mars Polar Lander en impactar/aterrar |                                                     |

## EVAs
| Inici data/hora      | Duració           | Hora Finalització    | Nau espacial                                  | Tripulació                                                           | Funció | Comentaris                          |
| -------------------- | ----------------- | -------------------- | --------------------------------------------- | -------------------------------------------------------------------- | --- | ----------------------------------- |
| 16 d'abril 04:37     | 6 hores 19 minuts | 10:56                | Mir EO-27 Kvant-2                             | Rússia - Viktor Afanasyev · França - Jean-Pierre Haigneré            | Experiments recuperats des de l'exterior del Mir i instal·lats altres experiments en la superfície exterior. |                                     |
| 30 de maig 02:56     | 7 hores 55 minuts | 10:51                | STS-96 ISS - Transbordador espacial Discovery | Estats Units - Tamara E. Jernigan · Estats Units - Daniel T. Barry   | Transferits i instal·lat dues grues de càrrega útil del transbordador a les posicions a la part exterior de l'estació. Instal·lades dues noves restriccions de peu portàtils que s'adapten tant a les botes espacials nord-americanes com les russes, i s'adjunten tres bosses plenes d'eines i baranes que s'utilitzaran durant les operacions d'acoblament en el futur. |                                     |
| 23 de juliol 11:06   | 6 hores 7 minuts  | 17:13                | Mir EO-27 Kvant-2                             | Rússia - Viktor Afanasyev · Rússia - Sergei Avdeyev                  | Instal·lació d'una antena de comunicacions en la biga del Sofora, i es va tractar de trobar una fuita en el Kvant-2. Obtingut dels experiments d'exobiologia i Dvikon. |                                     |
| 28 de juliol 09:37   | 5 hores 22 minuts | 14:59                | Mir EO-27 Kvant-2                             | Rússia - Viktor Afanasyev · Rússia - Sergei Avdeyev                  | Completat el desplegament de l'antena muntada en la biga del Sofora i es va empènyer cap a l'espai. Instal·lats els experiments del Indicator i el Sprut-4, intercanviats els cassets de cinta a l'espectòmetre d'ions Migmas i es van recuperar els experimetns de Danko-M i Ekran-D pel retorn a la Terra.                                                              |                                     |
| 22 de desembre 18:54 | 8 hores 15 minuts | 23 de desembre 03:09 | STS-103 Discovery                             | Estats Units - Steven Smith · Estats Units - John M. Grunsfeld       | Substituïts tres Rate Sensor Units, instal·lats Voltage/Temperature Improvement Kits en totes les sis bateries. | Servei al Telescopi espacial Hubble |
| 23 de desembre 19:06 | 8 hores 10 minuts | 24 de desembre 03:16 | STS-103 Discovery                             | Regne Unit/ Estats Units - Michael Foale · Suïssa - Claude Nicollier | Substituït ordinador central del telescopi i un Fine Guidance Sensor. | Servei al Telescopi Espacial Hubble |
| 24 de desembre 19:17 | 8 hores 8 minuts  | 25 de desembre 03:25 | STS-103 Discovery                             | Estats Units - Steven Smith · Estats Units - John M. Grunsfeld       | Es va instal·lar un transmissor i un gravador d'estat sòlid. | Servei al Telescopi Espacial Hubble |